# Jonathan Moffett (perkusista)
Jonathan Phillip Moffett (ur. 17 listopada 1954 w Nowym Orleanie) – amerykański perkusista i autor tekstów piosenek. Współpracował m.in. z Michaelem Jacksonem, Madonną, George’em Michaelem czy Eltonem Johnem.

## Kariera
Profesjonalna kariera Moffetta rozpoczęła się z zespołem The Jacksons. W 1979 roku, dzięki szczęśliwemu zbiegowi okoliczności, spotkał Jamesa McFielda, dyrektora muzycznego The Jacksons, który poinformował go o przesłuchaniach na nowego perkusistę. Chociaż ostatni etap przesłuchań odbywał się tego samego dnia, przedłużono go specjalnie dla Moffetta, wiedząc, jak bardzo zależało mu na grze z zespołem.
Jego pierwszą dużą trasą koncertową była Destiny Tour (1979–1980). 